# Roman Moravec
Roman Moravec (ur. 30 grudnia 1950 w Bratysławie, zm. 4 listopada 2009 tamże) – słowacki lekkoatleta specjalizujący się w skoku wzwyż, który startował w barwach Czechosłowacji.
W 1972 startował w igrzyskach olimpijskich - z wynikiem 2,12 zajął 21. miejsce w eliminacjach i nie awansował do finału. Trzy razy – bez większych sukcesów – startował w mistrzostwach Europy (Helsinki 1971, Rzym 1974 oraz Praga 1978). Brązowy medalista uniwersjady (1973). Wielokrotny medalista mistrzostw Czechosłowacji. Rekord życiowy: 2,20 (1971).
Po zakończeniu kariery pracował na wydziale wychowania fizycznego Uniwersytetu Komeńskiego w Bratysławie.